# Millettia lucens
Millettia lucens är en ärtväxtart som först beskrevs av Scott-elliot, och fick sitt nu gällande namn av Stephen Troyte Dunn. Millettia lucens ingår i släktet Millettia och familjen ärtväxter. Inga underarter finns listade i Catalogue of Life.